# Edvin Ryding
Lars Edvin Folke Ryding (ur. 4 lutego 2003 w Sztokholmie) – szwedzki aktor filmowy i telewizyjny.

## Życiorys
Zadebiutował w telewizji w 2009 roku rolą Fabiana Kreutza w serialu Mannen Under Trappan. W 2011 pojawił się w produkcjach, takich jak: Miss Friman's War, The Crown Jewels, The Stig-Helmer Story czy Nobel Testament. W latach 2012–2014 grał rolę Kalle w serialu Ein Fall für Annika Bengtzon, a w latach 2015–2021 grał rolę Linusa w serialu Gåsmamman.
Szerszą rozpoznawalność przyniosła mu rola księcia Wilhelma w serialu Książęta stworzonego dla platformy Netflix.

## Filmografia
- 2009: Mannen under trappan jako Fabian Kreutz
- 2011: The Stig-Helmer Story
- 2011: Kronjuvelerna jako Richard Persson
- 2012: Nobels testamente Kalle
- 2013: IRL jako Lillebror Jonas
- 2013: Bickilo - Supercykeln jako Valle Forslin
- 2013–2017: Fröken Frimans krig jako Gunnar Andersson
- 2014: Beyond Beyond jako Johan
- 2014: Bastuklubben jako Young Jarmo
- 2015–2021: Gåsmamman jako Linus Ek
- 2016: Om allt vore på riktigt jako Josef
- 2018: Storm på Lugna gatan
- 2019–2020: Älska mig jako Viktor
- 2020: Maria Wern jako Elliot
- 2021–2024: Książęta jako Wilhelm
- 2023: Zapadlisko jako Simon
- 2025: 28 lat później jako Erik Sundqvist

## Nagrody i nominacje
| Rok  | Konkurs                                       | Kategoria                 | Rezultat | Źr.         |
| ---- | --------------------------------------------- | ------------------------- | -------- | ----------- |
| 2021 | Międzynarodowy Festiwal Filmowy w Sztokholmie | Rising Star               | Wygrana  | [ 8 ] [ 9 ] |
| 2022 | Gaygalan Awards                               | Best Duo (z Omar Rudberg) | Wygrana  | [ 10 ]      |
| 2022 | Kristallen                                    | Best Actor                | Wygrana  | [ 11 ]      |
| 2023 | Gaygalan Awards                               | TV Star of the Year       | Wygrana  | [ 12 ]      |